# パコ・カンポス
フランシスコ・"パコ"・カンポス・サラマンカ（Francisco "Paco" Campos Salamanca、1916年3月8日 - 1995年9月8日）は、スペイン・ラス・パルマス出身の元サッカー選手、元サッカー指導者。ポジションはフォワード。

## クラブ経歴
1939-40シーズン、マドリードFC (現在のレアル・マドリード)とのマドリードダービーにてアトレティコ・マドリードでのプロデビューを果たし、デビューシーズンながら8ゴールを挙げ、クラブのラ・リーガ制覇に貢献した。翌1940-41シーズンからレギュラーに定着し、リーグ16ゴールを記録すると、2シーズン連続となるリーグ優勝を果たしたクラブのチーム得点王に輝き、スペイン代表からも初招集を受けた。3シーズン目にはキャリアハイとなる20ゴールを叩き出した。その後も毎シーズン2桁ゴールに近い得点を挙げ続け、アトレティコで記録したリーグ通算144ゴールは、クラブ歴代3位のゴール数となった。
1948年、セグンダ・ディビシオンに降格したスポルティング・ヒホンに当時32歳で移籍した。2部1シーズン目で20ゴール、2シーズン目に12ゴール、3シーズン目には29ゴールを挙げ、3シーズン目の記録はリーグ最多得点となり、カンポスの活躍もあってスポルティングはこのシーズンにラ・リーガに復帰した。35歳で迎えた3年ぶりの1部の舞台では11試合に出場して7ゴールを決め、シーズン終了後に現役を引退した。

## 代表経歴
1941年1月12日、ポルトガルとの親善試合でスペイン代表デビューを果たし、3月16日のポルトガルとの再戦で代表初ゴールを挙げた。

## 人物
カンポスはマドリードダービーにて公式戦通算12ゴールを記録しているが、これはアトレティコの選手がマドリードダービーで決めた最多得点記録である。